# Sikorsky S-97
Sikorsky S-97 Raider (LHT – Light Tactical Helicopter) – amerykański śmigłowiec rozpoznawczy mający w przyszłości zastąpić używany do dziś w United States Army śmigłowiec Bell OH-58 Kiowa. Projekt rozwijany jest na bazie eksperymentalnej maszyny Sikorsky X2.

## Historia

### Geneza
Pierwszą znaczącą próbą zastąpienia używanej od półwiecza w amerykańskiej armii maszyny Bell OH-58 Kiowa był projekt Boeing-Sikorsky RAH-66 Comanche. Była to maszyna zbudowana z użyciem zaawansowanych technologii. Znaczne koszty finansowe jakie generował projekt przyczyniły się do jego zakończenia 24 lutego 2004 roku. Podobny los był udziałem znacznie bardziej konwencjonalnej w swojej konstrukcji maszyny mającej powstać w ramach programu Armed Recconaisance Helicopter, również przeznaczonej do zastąpienia wysłużonej Kiowy, śmigłowca Bell ARH-70 Arapaho będący wojskową wersją maszyny Bell 407. Rosnące koszty jego budowy przy znacznym finansowym zaangażowaniu United States Army na terenie Iraku i Afganistanu spowodowały anulowanie programu jego budowy w październiku 2008 roku. Nie zniknęła jednak nagląca potrzeba znalezienia następcy wysłużonej Kiowy. Zaraz po zakończeniu programu Armed Reconnaissance Helicopter, którego efektem był ARH-70, rozpoczęto kolejny, znany jako Armed Aerial Scout (Uzbrojony Śmigłowiec Rozpoznawczy), który formalnie został rozpoczęty w listopadzie 2012 roku. Warunki konkursu dopuszczały adaptację już istniejących śmigłowców jak również zaprojektowanie i budowę od podstaw, zupełnie nowej konstrukcji. Jedną z firm uczestniczących w programie jest Sikorsky Aircraft Corporation. 4 maja 2009 roku na konferencji Stowarzyszenia Armii Amerykańskiej (Army Aviation Association) w Nashville zaprezentowano makietę nowego śmigłowca. Oblot gotowego prototypu planowany był wstępnie w 2014 roku a pięć lat później możliwe byłoby rozpoczęcie produkcji seryjnej.

### Projekt
W grudniu 2013 roku program Armed Aerial Scout został z powodu cięć budżetowych zawieszony. Mimo to 2 października 2014 roku Sikorsky zaprezentował pierwszy prototyp śmigłowca Raider (oznaczony jako P1) i zadeklarował, że plan wykonania dziewiczego lotu w tym samym roku jest nadal aktualny. Ostatecznie jednak prototyp oblatano 22 maja 2015 roku.
2 sierpnia 2017 roku w trakcie kołowania na pas startowy na lotnisku w West Palm Beach na Florydzie doszło do wypadku prototypu. Błąd w układzie sterowania zmusił załogę do poderwania maszyny, próba bezpiecznego sprowadzenia śmigłowca z powrotem na ziemię zakończyła się niepowodzeniem i aparat twardo przyziemił. Załoga wyszła z wypadku bez większych obrażeń jednak sam śmigłowiec doznał poważnych uszkodzeń w obrębie podwozia i kompozytowej struktury kadłuba. Od dnia swojego oblotu, do momentu wypadku, prototyp spędził w powietrzu 20 godzin. Wybudowano drugi prototyp maszyny (P2), o znakach N972SK. Maszyna 25 kwietnia 2017 rozpoczęła testy naziemne a 19 czerwca 2018 roku, odbył trwający 90 minut swój dziewiczy lot, który według słów producenta, zakończył się sukcesem. Kilka dni później, 28 czerwca, śmigłowiec ponownie wzbił się w powietrze do trwającego kolejne 90 minut lotu.
Projekt S-97 powstał pod kątem wymagań stawianym lekkiemu śmigłowcowi rozpoznawczemu. Tym niemniej, pomimo zawieszenia programu, duet Sikorsky-Boeing, przetestował na S-97 rozwiązania, które zostaną użyte przy budowie śmigłowca SB-1 Defiant. Maszyny, która rywalizując z Bell V-280 Valor Bella bierze udział w programie Joint Multi-Role (JMR - wspólna platforma wielozadaniowa). Program JMR jest pilotażowym programem większego projektu Future Vertical Lift (FVL - przyszły transport pionowy). Jego celem jest zaprojektowanie i budowa maszyny pionowego startu i lądowania, która swoimi osiągami będzie znacznie przewyższać obecnie używane śmigłowce Sikorsky UH-60 Black Hawk, Boeing CH-47 Chinook i Boeing AH-64 Apache a w przyszłości jej wersje je zastąpią.

## Konstrukcja
S-97, podobnie jak X2 jest maszyną ze współosiowym układem dwuwirnikowym (układ Kamowa). Każdy z wirników zaopatrzony jest w trzy łopaty o zmiennej cięciwie. Śmigłowiec pozbawiony jest klasycznej belki ogonowej. Kadłub maszyny, podobnie jak to ma miejsce w X2 płynnie zwęża się ku tyłowi, na jego końcu zamontowane jest śmigło pchające mające zapewnić konstrukcji osiągnięcie wysokiej prędkości maksymalnej na poziomie 480 km/h. Śmigło umieszczone jest prostopadle do osi kadłuba. S-97 pozbawiony jest klasycznego śmigła ogonowego charakterystycznego dla większości współczesnych śmigłowców. Dwuosobowy śmigłowiec z miejscami dla pilotów umieszczonymi obok siebie będzie zdolny do przewożenia sześciu żołnierzy w pełnym uzbrojeniu. Maszyna ma się charakteryzować bardzo niskim poziomem hałasu dzięki czemu zdecydowanie lepiej będzie przystosowania do operowania na terenie opanowanym przez potencjalnego nieprzyjaciela. Maszyna ma być napędzana silnikiem turbowałowym General Electric T700 jednak docelowo przewidywane jest zastosowanie mocniejszej jednostki napędowej (moc rzędu 1750 kW/2380 KM) opracowywanej w ramach projektu ITEP (Improved Turbine Engine Programme - Program Ulepszonego Silnika Turbinowego). S-97 ma charakteryzować się również znacznym pułapem zawisu bez wpływu ziemi. Potencjalnie śmigłowiec zatankowany do pełna, z zewnętrznym uzbrojeniem będzie mógł się wznieść na wysokość 3300 metrów.